# Red Vial Centroamericana
La red de carreteras de Centroamérica es una infraestructura vial que conecta los países de la región y facilita el transporte de personas, bienes y servicios entre ellos. La red cubre los siete países centroamericanos: Guatemala, Belice, Honduras, El Salvador, Nicaragua, Costa Rica y Panamá. Estas vías son fundamentales para el comercio regional y para la integración económica y social de sus habitantes. La red incluye carreteras nacionales, caminos rurales y la Carretera Panamericana, que recorre la región de norte a sur.
La región dispone de más de 148,000 kilómetros de carreteras, de los cuales 6,525 km están clasificados como Carreteras Centroamericanas (CA). Actualmente, se encuentran en operación 256.5 kilómetros de vías ferroviarias. En la costa del Caribe, hay 19 instalaciones portuarias que se extienden a lo largo de aproximadamente 2,100 km de litoral, mientras que en la costa del Pacífico existen 21 instalaciones portuarias a lo largo de unos 2,900 km. Además, la región cuenta con un canal interoceánico, 24 puestos fronterizos, 21 aeropuertos internacionales y dos centros de conexión aérea.

## Categorías de Carreteras en Centroamérica
La red vial centroamericana se clasifica en varias categorías, de acuerdo con su importancia, longitud y volumen de tráfico:

### Carreteras Internacionales
Estas carreteras forman parte del Corredor Logístico Internacional, que incluye las rutas más importantes de la región para el comercio exterior. Estas vías permiten la conexión directa entre puertos, fronteras y puntos de gran relevancia comercial, como las zonas francas.
Ejemplos:
 CA-01 (Carretera Panamericana): Recorre desde Guatemala hasta Panamá.
 CA-02: Conecta Guatemala con la frontera de México, atravesando El Salvador y Honduras.

### Carreteras Nacionales
Las carreteras nacionales conectan las principales ciudades y centros económicos dentro de cada país. Son gestionadas por los gobiernos nacionales y son clave para el desarrollo interno de cada nación.
Ejemplos:
 RNP 1  (Costa Rica): Conecta San José a la Provincia de Guanacaste.
 NIC 1  (Nicaragua): Conecta Managua con el Departamento de Rivas.

### Carreteras Secundarias
Estas vías son esenciales para conectar zonas rurales y menos pobladas con los centros urbanos y económicos. Aunque no soportan grandes volúmenes de tráfico, son vitales para la movilidad interna y el acceso a servicios básicos.
Ejemplos:
 CR-4 (Costa Rica): Conecta varias ciudades intermedias con San José.
HNR-5 (Honduras): Une áreas rurales con la red nacional.

### Caminos Vecinales
Los caminos vecinales son rutas de menor jerarquía, que suelen ser de tierra o grava, y facilitan el acceso a zonas agrícolas, comunidades pequeñas y áreas de difícil acceso. Son mantenidos por los municipios o las comunidades locales.
Ejemplos:
 NN-151 (Nicaragua): Conecta pequeñas localidades rurales con carreteras principales.
CV-2 (El Salvador): Une zonas rurales del interior con la costa.

### Carreteras de Conexión Regional
Estas carreteras son fundamentales para la integración regional, ya que permiten la conexión entre distintos países a nivel intrarregional. Facilitan el comercio y el transporte de mercancías entre naciones vecinas.
Ejemplos:
 CA-04: Conecta Guatemala, El Salvador, Honduras y Nicaragua.
 CA-09: Une El Salvador con Honduras y facilita el comercio transfronterizo.

## Red de Carreteras Centroamericanas
| Escudo | Otros nombres                                                 | km       | Países                                                          |
| ------ | ------------------------------------------------------------- | -------- | --------------------------------------------------------------- |
|        | Carretera Interamericana                                      | 2,461 km | Guatemala, El Salvador, Honduras, Nicaragua, Costa Rica, Panamá |
|        | Carretera del Litoral del Pacífico en Guatemala y El Salvador | 674 km   | Guatemala, El Salvador                                          |
|        | Carretera del Litoral del Pacífico en Honduras y Nicaragua    | 259 km   | Honduras, Nicaragua                                             |
|        | Carretera Interoceánica ElSalvador-Honduras                   | 384 km   | Guatemala, El Salvador, Honduras                                |
|        | Carretera Interoceánica de Honduras                           | 418 km   | Honduras                                                        |
|        | Carretera Internacional Honduras Nicaragua                    | 170 km   | Honduras, Nicaragua                                             |
|        | Carretera Internacional Honduras-El Salvador                  | 193 km   | El Salvador,Honduras                                            |
|        | Tercera Carretera Guatemala-El Salvador                       | 91 km    | Guatemala, El Salvador                                          |
|        | Carretera Interoceánica de Guatemala                          | 404 km   | Guatemala, El Salvador                                          |
|        | Primera Carretera Internacional Guatemala-Honduras            | 118 km   | Guatemala, Honduras                                             |
|        | Segunda Ruta Internacional Guatemala-Honduras                 | 278 km   | Guatemala, Honduras                                             |
|        | Cuarta Carretera Internacional Guatemala-El Salvador          | 152 km   | Guatemala, El Salvador                                          |
|        | Tercera Carretera Internacional Guatemala-Honduras            | 795 km   | Guatemala, Honduras                                             |
|        | Carretera Rancho - Cobán                                      | 128 km   | Guatemala                                                       |

## Desafíos de la Red de Carreteras de Centroamérica
1. Mantenimiento y modernización: Muchas carreteras de la región, especialmente las secundarias y caminos vecinales, requieren mejoras en su infraestructura para garantizar su seguridad y funcionalidad.
2. inanciamiento: La construcción y el mantenimiento de estas carreteras a menudo enfrenta limitaciones de financiamiento, lo que retrasa proyectos esenciales para mejorar la conectividad.
3. Seguridad Vial: Los accidentes de tráfico y la seguridad vial siguen siendo un reto, especialmente en rutas de alta velocidad y tráfico pesado como la Carretera Panamericana.
4. Problemas ambientales: La expansión de la red vial también plantea desafíos ambientales, ya que algunas carreteras cruzan áreas protegidas y zonas vulnerables a desastres naturales.

## Proyectos Futuro
Varios proyectos están en marcha para mejorar y expandir la red de carreteras en Centroamérica. Esto incluye la ampliación de rutas clave como la CA-01, la modernización de puentes y la construcción de nuevas autopistas que mejorarán la conectividad interregional.